# .mc
.mc és l'actual domini de primer nivell territorial (ccTLD) de Mònaco. Les inscripcions es fan directament al segon nivell i requereixen un registre d'empresa a Mònaco. No es permet el registre de persones físiques. Els dominis han de tenir una longitud mínima de 3 caràcters i no hi ha dominis Unicode possibles.

## Dominis de segon nivell
Els registres es fan directament al segon nivell, o bé sota aquests noms:
- .tm.mc: marques registrades (registrades a Mònaco o internacionalment amb WIPO
- .asso.mc: associacions (han d'estar ubicades a Mònaco)

Els registres de segon nivell requereixen una empresa registrada a Mònaco.